# Verona Football Club 1991-1992
Questa voce raccoglie le informazioni riguardanti il Verona Football Club nelle competizioni ufficiali della stagione 1991-1992.

## Stagione
Nella stagione 1991-1992 il Verona disputò il campionato di Serie A. Raccolse 21 punti, non sufficienti per raggiungere il traguardo della salvezza, con il terz'ultimo posto in classifica gli scaligeri sono retrocessi in Serie B. La stagione è iniziata con Eugenio Fascetti in panchina, dopo la sconfitta a Roma con la Lazio (2-0) nella venticinquesima giornata con i gialloblù al terzultimo posto con 17 punti, è stato chiamato in panchina Nils Liedholm. Dopo la sconfitta interna con la Fiorentina (2-3) del 26 aprile 1992, è stato chiamato in panchina Mario Corso con lo svedese Liedholm direttore tecnico, ma tutti questi tentativi non sono bastati a salvare il Verona: fatale la sconfitta a Milano contro i rossoneri futuri campioni d'Italia per 4-0. Nella Coppa Italia il Verona entra in gioco nel secondo turno, eliminando il Lecce, nel terzo turno ha ceduto il passo nel doppio confronto al Milan.
Da menzionare anche la vittoria contro l'Inter (1-0, gol di Ezio Rossi) e il pareggio pirotecnico per 3-3 (dopo essere stati sopra per 3-1) contro la Juventus al Bentegodi all'ultima giornata a retrocessione già certa.

## Divise e sponsor
Il fornitore ufficiale di materiale tecnico per la stagione 1991-1992 fu Uhlsport, mentre lo sponsor ufficiale fu il Pastificio Rana. La terza divisa, che diventerà quella principale dalla stagione successiva fino al 1995, veniva abbinata a pantaloni blu o gialli.
| Casa | Trasferta | Terza divisa |

## Organigramma societario
Area direttiva
- Presidente: Stefano Mazzi
- Vicepresidente: Mario Ferretto
- Direttore generale: Paolo Giuliani
- Segretario: Enzo Bertolini
- Segretario sportivo: Claudio Calvetti

Area tecnica
- Direttore sportivo: Franco Landri
- Direttore tecnico: Nils Liedholm (dal 16 marzo)
- Allenatore: Eugenio Fascetti, poi dal 16 marzo Mario Corso

## Rosa

Da sinistra: il rumeno Răducioiu, lo jugoslavo Stojković e lo svedese Prytz, i tre stranieri dell'annata, in posa con l'uniforme all blue.

| N. |                   | Ruolo | Calciatore           |
| -- | ----------------- | ----- | -------------------- |
|    | Italia (bandiera) | P     | Attilio Gregori      |
|    | Italia (bandiera) | P     | Alessandro Zaninelli |
|    | Italia (bandiera) | D     | Ernesto Calisti      |
|    | Italia (bandiera) | D     | Andrea Guerra        |
|    | Italia (bandiera) | D     | Luca Pellegrini (I)  |
|    | Italia (bandiera) | D     | Celeste Pin          |
|    | Italia (bandiera) | D     | Cleto Polonia        |
|    | Italia (bandiera) | D     | Alessandro Renica    |
|    | Italia (bandiera) | D     | Ezio Rossi           |
|    | Italia (bandiera) | D     | Michele Serena       |
|    | Italia (bandiera) | D     | Stefano Tommasi      |

| N. |                       | Ruolo | Calciatore              |
| -- | --------------------- | ----- | ----------------------- |
|    | Italia (bandiera)     | C     | Pietro Fanna (capitano) |
|    | Italia (bandiera)     | C     | Andrea Icardi           |
|    | Italia (bandiera)     | C     | Marino Magrin           |
|    | Italia (bandiera)     | C     | Paolo Piubelli          |
|    | Svezia (bandiera)     | C     | Robert Prytz            |
|    | Jugoslavia (bandiera) | C     | Dragan Stojković        |
|    | Italia (bandiera)     | C     | Alessandro Sturba       |
|    | Italia (bandiera)     | A     | Stefano Ghirardello     |
|    | Italia (bandiera)     | A     | Claudio Lunini          |
|    | Italia (bandiera)     | A     | Davide Pellegrini (II)  |
|    | Romania (bandiera)    | A     | Florin Răducioiu        |

## Risultati

### Serie A

#### Girone di andata
| Arbitro: | D'Elia (Salerno) |

|  |           |           |
|  | Marcatori | 82’ Muzzi |

| Arbitro: | Trentalange (Torino) |

|                       |           |  |
| Cerezo 11’ Vialli 66’ | Marcatori |  |

| Arbitro: | Pezzella (Frattamaggiore) |

|                          |           |  |
| Desideri 45’, 69’ (rig.) | Marcatori |  |

| Arbitro: | Ceccarini (Livorno) |

|                                |           |                |
| Prytz 18’ G. Loseto 21’ (aut.) | Marcatori | 38’ Calcaterra |

| Arbitro: | Cornieti (Forlì) |

|                                   |           |                  |
| Crippa 7’ Careca 59’ Padovano 68’ | Marcatori | 74’ (rig.) Prytz |

| Arbitro: | Lo Bello (Siracusa) |

|                             |           |  |
| Fanna 59’ Mobili 73’ (aut.) | Marcatori |  |

| Arbitro: | Bazzoli (Merano) |

|                                   |           |  |
| Gualco 2’ Favalli 78’ Dezotti 90’ | Marcatori |  |

| Arbitro: | Cinciripini (Ascoli Piceno) |

|  |           |                 |
|  | Marcatori | 44’, 67’ Riedle |

| Arbitro: | Pairetto (Nichelino) |

|                   |           |                  |
| Icardi 89’ (aut.) | Marcatori | 54’ (rig.) Prytz |

| Arbitro: | F. Baldas (Trieste) |

|                                |           |            |
| Prytz 23’ (rig.) Răducioiu 49’ | Marcatori | 28’ Eranio |

| Torino 24 novembre 1991 11ª giornata | Torino          | 0 – 0 | Verona | Stadio delle Alpi\| Arbitro: \| Cesari (Genova) \| |
| Arbitro:                             | Cesari (Genova) |       |        |                                                    |

| Arbitro: | Stafoggia (Pesaro) |

|                   |           |  |
| D. Pellegrini 76’ | Marcatori |  |

| Arbitro: | Fucci (Salerno) |

|                                                 |           |            |
| Carobbi 13’ Batistuta 15’ Dunga 80’ Matrone 88’ | Marcatori | 90’ Lunini |

| Arbitro: | Collina (Viareggio) |

|            |           |  |
| C. Pin 65’ | Marcatori |  |

| Bergamo 5 gennaio 1992 15ª giornata | Atalanta          | 0 – 0 | Verona | Stadio Atleti Azzurri d'Italia\| Arbitro: \| Mughetti (Cesena) \| |
| Arbitro:                            | Mughetti (Cesena) |       |        |                                                                   |

| Arbitro: | Trentalange (Torino) |

|  |           |                   |
|  | Marcatori | 31’ (aut.) Icardi |

| Arbitro: | Felicani (Bologna) |

|                                        |           |  |
| L. Pellegrini 21’ (aut.) Schillaci 64’ | Marcatori |  |

#### Girone di ritorno
| Arbitro: | F. Baldas (Trieste) |

|                  |           |  |
| A. Carnevale 35’ | Marcatori |  |

| Verona 2 febbraio 1992 19ª giornata | Verona              | 0 – 0 | Sampdoria | Stadio Marcantonio Bentegodi\| Arbitro: \| Amendolia (Messina) \| |
| Arbitro:                            | Amendolia (Messina) |       |           |                                                                   |

| Arbitro: | Luci (Firenze) |

|              |           |  |
| E. Rossi 23’ | Marcatori |  |

| Arbitro: | Fabricatore (Roma) |

|                                  |           |            |
| Terracenere 3’ C. Pin 40’ (aut.) | Marcatori | 59’ Serena |

| Arbitro: | Nicchi (Arezzo) |

|  |           |             |
|  | Marcatori | 66’ Silenzi |

| Arbitro: | Lo Bello (Siracusa) |

|                                                             |           |  |
| E. Rossi 37’ (aut.) Gaudenzi 45’ Napoli 53’ Francescoli 69’ | Marcatori |  |

| Arbitro: | Lanese (Messina) |

|                 |           |                            |
| Serena 20’, 62’ | Marcatori | 35’ Florijančič 85’ Gualco |

| Arbitro: | Amendolia (Messina) |

|                                      |           |  |
| L. Pellegrini 57’ (aut.) Stroppa 89’ | Marcatori |  |

| Arbitro: | Ceccarini (Livorno) |

|            |           |  |
| Renica 39’ | Marcatori |  |

| Arbitro: | D'Elia (Salerno) |

|            |           |  |
| Branco 24’ | Marcatori |  |

| Arbitro: | Bazzoli (Merano) |

|               |           |                       |
| Răducioiu 44’ | Marcatori | 31’ Scifo 77’ Lentini |

| Arbitro: | Lanese (Messina) |

|                                               |           |  |
| Rambaudi 25’, 44’ Baiano 65’, 88’ (rig.), 90’ | Marcatori |  |

| Arbitro: | Boggi (Salerno) |

|                             |           |                      |
| Lunini 49’ Fanna 82’ (rig.) | Marcatori | 16’, 56’, 74’ Branca |

| Arbitro: | Boemo (Cervignano del Friuli) |

|             |           |               |
| Maniero 58’ | Marcatori | 53’ Stojković |

| Arbitro: | Rosica (Roma) |

|                 |           |                                                 |
| Ghirardello 87’ | Marcatori | 11’ Caniggia 14’ (rig.) Bianchezi 68’ Pasciullo |

| Arbitro: | Fabricatore (Roma) |

|                                                     |           |  |
| Van Basten 18’ (rig.) Gullit 46’ Ancelotti 77’, 78’ | Marcatori |  |

| Arbitro: | De Angelis (Civitavecchia) |

|                                |           |                                      |
| D. Pellegrini 4’, 6’ Fanna 49’ | Marcatori | 10’ Alessio 56’ R. Baggio 90’ Kohler |

### Coppa Italia

#### Turni eliminatori
| Arbitro: | Stafoggia (Pesaro) |

|                     |           |  |
| Pasculli 34’ (rig.) | Marcatori |  |

| Arbitro: | Lo Bello (Siracusa) |

|                                                    |           |  |
| Icardi 15’, 33’ Fanna 22’ Stojković 58’ Lunini 79’ | Marcatori |  |

#### Fase finale
| Arbitro: | Trentalange (Torino) |

|                       |           |                            |
| Prytz 25’ (rig.), 66’ | Marcatori | 18’ Maldini 27’ van Basten |

| Arbitro: | Cornieti (Forlì) |

|                       |           |            |
| van Basten 43’ (rig.) | Marcatori | 75’ Lunini |

## Statistiche

### Statistiche di squadra
| Competizione | Punti | In casa | In casa | In casa | In casa | In casa | In casa | In trasferta | In trasferta | In trasferta | In trasferta | In trasferta | In trasferta | Totale | Totale | Totale | Totale | Totale | Totale | DR  |
| Competizione | Punti | G       | V       | N       | P       | Gf      | Gs      | G            | V            | N            | P            | Gf           | Gs           | G      | V      | N      | P      | Gf     | Gs     | DR  |
| ------------ | ----- | ------- | ------- | ------- | ------- | ------- | ------- | ------------ | ------------ | ------------ | ------------ | ------------ | ------------ | ------ | ------ | ------ | ------ | ------ | ------ | --- |
| Serie A      | 21    | 17      | 7       | 3       | 7       | 19      | 20      | 17           | 0            | 4            | 13           | 5            | 37           | 34     | 7      | 7      | 20     | 24     | 57     | -33 |
| Coppa Italia |       | 2       | 1       | 1       | 0       | 7       | 2       | 2            | 0            | 1            | 1            | 1            | 2            | 4      | 1      | 2      | 1      | 8      | 4      | +4  |
| Totale       |       | 19      | 8       | 4       | 7       | 26      | 22      | 19           | 0            | 5            | 14           | 6            | 39           | 38     | 8      | 9      | 21     | 32     | 61     | -29 |

### Statistiche dei giocatori
| Giocatore          | Serie A  | Serie A | Serie A     | Serie A    | Coppa Italia | Coppa Italia | Coppa Italia | Coppa Italia | Totale   | Totale | Totale      | Totale     |
| Giocatore          | Presenze | Reti    | Ammonizioni | Espulsioni | Presenze     | Reti         | Ammonizioni  | Espulsioni   | Presenze | Reti   | Ammonizioni | Espulsioni |
| ------------------ | -------- | ------- | ----------- | ---------- | ------------ | ------------ | ------------ | ------------ | -------- | ------ | ----------- | ---------- |
| E. Calisti         | 18       | 0       | ?           | ?          | 2            | 0            | ?            | ?            | 20       | 0      | ?           | ?          |
| P. Fanna           | 25       | 3       | ?           | ?          | 4            | 1            | ?            | ?            | 29       | 4      | ?           | ?          |
| S. Ghirardello     | 4        | 1       | ?           | ?          | -            | -            | -            | -            | 4        | 1      | 0+          | 0+         |
| A. Gregori         | 34       | -57     | ?           | ?          | 4            | -4           | ?            | ?            | 38       | -61    | ?           | ?          |
| A. Guerra          | 2        | 0       | ?           | ?          | 1            | 0            | ?            | ?            | 3        | 0      | ?           | ?          |
| A. Icardi          | 31       | 0       | ?           | ?          | 4            | 2            | ?            | ?            | 35       | 2      | ?           | ?          |
| C. Lunini          | 23       | 2       | ?           | ?          | 4            | 2            | ?            | ?            | 27       | 4      | ?           | ?          |
| M. Magrin          | 21       | 0       | ?           | ?          | 2            | 0            | ?            | ?            | 23       | 0      | ?           | ?          |
| L. Pellegrini (I)  | 27       | 0       | ?           | ?          | 2            | 0            | ?            | ?            | 29       | 0      | ?           | ?          |
| D. Pellegrini (II) | 23       | 3       | ?           | ?          | 1            | 0            | ?            | ?            | 24       | 3      | ?           | ?          |
| C. Pin             | 29       | 1       | ?           | ?          | 4            | 0            | ?            | ?            | 33       | 1      | ?           | ?          |
| P. Piubelli        | 17       | 0       | ?           | ?          | 1            | 0            | ?            | ?            | 18       | 0      | ?           | ?          |
| C. Polonia         | 23       | 0       | ?           | ?          | 2            | 0            | ?            | ?            | 25       | 0      | ?           | ?          |
| R. Prytz           | 24       | 4       | ?           | ?          | 4            | 2            | ?            | ?            | 28       | 6      | ?           | ?          |
| F. Răducioiu       | 30       | 2       | ?           | ?          | 4            | 0            | ?            | ?            | 34       | 2      | ?           | ?          |
| A. Renica          | 28       | 1       | ?           | ?          | 2            | 0            | ?            | ?            | 30       | 1      | ?           | ?          |
| E. Rossi           | 26       | 1       | ?           | ?          | 4            | 0            | ?            | ?            | 30       | 1      | ?           | ?          |
| M. Serena          | 26       | 3       | ?           | ?          | 3            | 0            | ?            | ?            | 29       | 3      | ?           | ?          |
| D. Stojković       | 19       | 1       | ?           | ?          | 2            | 1            | ?            | ?            | 21       | 2      | ?           | ?          |
| A. Sturba          | 2        | 0       | ?           | ?          | -            | -            | -            | -            | 2        | 0      | 0+          | 0+         |
| S. Tommasi         | 3        | 0       | ?           | ?          | 2            | 0            | ?            | ?            | 5        | 0      | ?           | ?          |